# A Single
A Single, più noto con il titolo del suo lato A, The Hanging Garden, è un singolo della band britannica The Cure. È stato pubblicato il 6 luglio 1982, ed è l'unico estratto dall'album Pornography.

## Tracce

### Doppio vinile 7"
Disco 1

Lato A
1. The Hanging Garden

Lato B
1. One Hundred Years

Disco 2

Lato A
1. A Forest (live)

Lato B
1. Killing an Arab (live)

### Singolo vinile 7"
Lato A
1. The Hanging Garden

Lato B
1. Killing an Arab (live)

### Vinile 10"
Lato A
1. The Hanging Garden
2. One Hundred Years

Lato B
1. A Forest (live)
2. Killing an Arab (live)

## Formazione
- Robert Smith - voce, tastiere, chitarra
- Simon Gallup - basso, tastiere
- Lol Tolhurst - batteria, tastiere